# Gazela jemeńska
Gazela jemeńska (Gazella bilkis) – wymarły gatunek ssaka z podrodziny antylop (Antilopinae) w obrębie rodziny wołowatych (Bovidae).Gatunek uznany został na podstawie pięciu okazów schwyconych w 1951 roku w górach w pobliżu Ta’izz, gdzie podobno był on często spotykany. Od tego czasu nikt nie dokonał takich obserwacji i obecnie podgatunek uznawany jest za wymarły.